# アムハラ州
アムハラ州（アムハラ語: አማራ ክልል、BGN / PCGN 1967式ラテン文字転写：Āmara、英語: Amhara Region）は、エチオピア中北部に位置する州。州都はバハルダール。面積は15万4709km2で、国内ではオロミア州、ソマリ州に次いで大きい。2023年の推定人口は2321万6000人で、これはオロミア州に次いで多い。人口密度は150.1人/km2。また2020年以降ティグレ州西部を占領している。

## 歴史

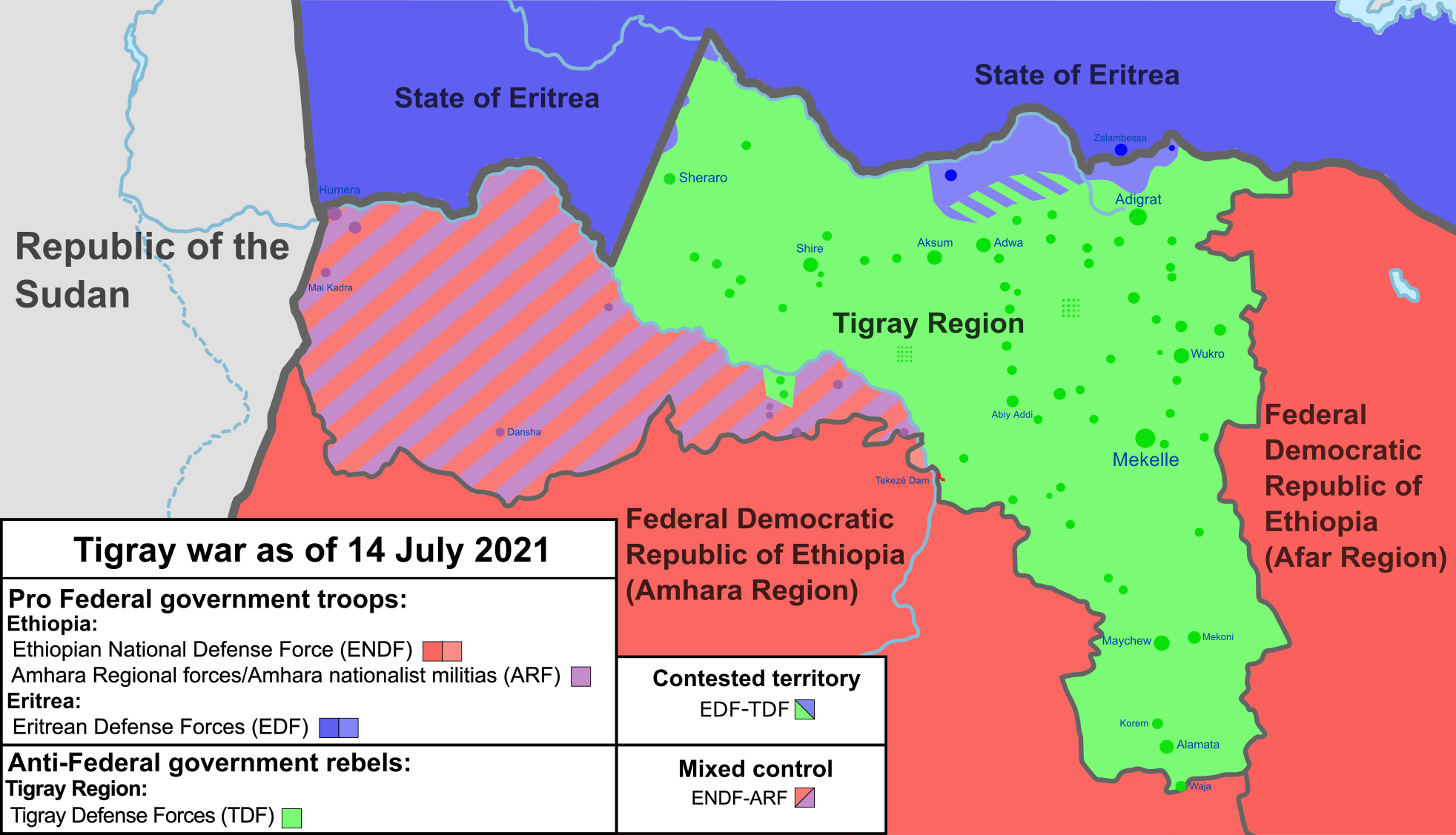
ティグレ戦争の勢力図（2021年4月）
黄色はアムハラ州の実効支配地域。

1995年、民族ごとに州が再編された際、ベゲムデル州、ゴッジャム州、およびウォロ州からアムハラ人が多数を占める地域を分割して組織された。この際、ベゲムデル州北部のウェルカイト地方とウォロ州西部のラヤ地方がティグレ州へ移管されたことで、領土問題に発展した。アムハラ人民族主義者はウェルカイトとラヤの2地方を「失地」と呼び、奪還を呼びかけた。
2019年6月22日、民族主義急進派の州治安部隊員らがクーデターを試み、反民族主義的な当時の州知事アンバチュー・メコネンおよび国軍将校を殺害する事件が発生した。容疑者らは州・連邦政府によって数日内に逮捕または殺害され、クーデターは失敗に終わった（2019年アムハラ州クーデター未遂事件）。

### エチオピア政府軍とティグレ人民解放戦線の戦闘
2020年11月4日、ティグレ州で州与党ティグレ人民解放戦線（TPLF）と連邦政府が交戦状態に陥ると、アムハラ州は予てより領有権を主張していたウェルカイト地方およびラヤ地方へ治安部隊を投入し、連邦軍と共に当地からTPLFを駆逐した。アムハラ州はウェルカイト地方とラヤ地方に役員を派遣し、占領地の実効支配を開始した。州は独自で占領地に県の創設を宣言し、連邦政府へ併合の承認を要求している。アビィ・アハメド首相は、連邦議会から併合が承認されるまで占領地の「暫定統治」を認めた。一方占領地ではティグレ人住民の迫害が行われ、「民族浄化」として問題となっている。
2021年、TPLFが勢力を回復するとティグレ州の大半を奪還。エチオピア政府軍を追ってアムハラ州へ移動し、同年8月にはラリベラを占領した。同年10月時点でも州内において、激しい戦闘が続いている。
2022年11月にTPLFとエチオピア政府は停戦に合意し、アムハラ州も合意を支持した。だがティグレ州の占領統治は停戦後も続けており、2023年1月に一部の主要都市からの撤退が発表されたが、依然として大多数のアムハラ州治安部隊は駐留したままである。同年8月、エチオピア政府は領土問題の解決に向けて住民投票を実施する計画を発表した。またアムハラ州の占領統治の解体を明言した。

## 行政
州政府、州議会、州最高裁判所が設置されている。

### 歴代州知事の一覧
日本語訳は州知事のほかに、州大統領、議長がある。
| 代 | 氏名                                      | 就任日         | 退任日         | 所属政党                             | 備考                                                              |
| -- | ----------------------------------------- | -------------- | -------------- | ------------------------------------ | ----------------------------------------------------------------- |
| 1  | Addisu Legesse                            | 1992年         | 2000年10月     | アムハラ民族民主運動                 |                                                                   |
| 2  | Yoseph Reta                               | 2000年10月     | 2005年10月5日  | アムハラ民族民主運動                 |                                                                   |
| 3  | アヤル・ゴベゼ Ayalew Gobezie             | 2005年10月5日  | 2013年12月19日 | アムハラ民族民主運動                 |                                                                   |
| 4  | ゲドゥ・アンダルガチョウ Gedu Andargachew | 2013年12月19日 | 2019年3月8日   | アムハラ民族民主運動 →アムハラ民主党 | アムハラ民族民主運動は、2018年9月30日にアムハラ民主党へ改名した。 |
| 5  | アンバチュー・メコネン Ambachew Mekonnen  | 2019年3月8日   | 2019年6月22日  | アムハラ民主党                       | 2019年アムハラ州クーデター未遂事件で殺害される。                  |
| -  | Lake Ayalew                               | 2019年6月22日  | 2019年7月15日  |                                      | 代行                                                              |
| 6  | Temesgen Tiruneh                          | 2019年7月15日  | 現職           | アムハラ民主党 →繁栄党               | アムハラ民主党は、2019年12月1日に繁栄党へ吸収された。             |

## 行政区画

アムハラ州は北西の黄色の領域

10の県（Zone）と1つの特別県から成る。県の下には郡（Woreda）が設置されている。なおアルゴッバ特別郡はどの県にも属しておらず、事実上県としても扱われている。ティグレ州占領地のうち、ラヤ地方は北ゴンダール県へ編入され、ウェルカイト地方には3つの県が創設された。
- アギュー・アウィ県（英語版）
- バハルダール特別県
- 東ゴジャム県（英語版）
- 西ゴジャム県（英語版）
- 北ゴンダール県（英語版） - 占領中のラヤ地方を編入[15]
- 南ゴンダール県（英語版）
- オロミヤ県（英語版）
- 北シェワ県（英語版）
- ワグ・ヘムラ県（英語版）
- 北ウォロ県（英語版）
- 南ウェッロ県（英語版）
- アルゴッバ特別郡（英語版） - どの県にも属さない郡

- セティット・フメラ県（英語版）（Setit Humera） - 占領地
- ツェゲデ県（英語版）（Tsegede） - 占領地
- ウェルカイト県（英語版）（Welkait） - 占領地

## 地理
北部をティグレ州、東部をアファール州、南部をオロミア州、南西部をベニシャングル・グムズ州、西部をスーダンと接する。2020年のウェルカイト地方占領で、北はエリトリア国境まで広がった。
州内にはエチオピア最高峰のラス・ダシャン山や、エチオピア最大の湖で青ナイル川の水源でもあるタナ湖がある。

## 産業
エチオピアの歴史の中心だった中央高原を占める州で、古都ゴンダルやラリベラなど世界遺産も多く、近年観光が盛んになりつつある。農業は古くから盛んで、州の生産高は国内生産の4割を占めエチオピアの穀倉地帯となっている。

## 住民

### 人口推移
- 1994年10月11日：1383万4297人
- 2007年5月28日：1722万1976人
- 2015年7月1日：2040万1000人[2]
- 2023年7月：2321万6000人[2]

### 民族
人口構成はアムハラ人が91.48%、アガウ人（アウィ人とも）が3.46%、オロモ人が2.62%。

### 言語
公用語はアムハラ語。

### 宗教
宗教はエチオピア正教が82.5%、イスラム教徒が17.2%である。